# 178
Năm 178 là một năm trong lịch Julius. 